# Casarsa (cognome)
Casarsa è un cognome di lingua italiana.

## Varianti
Il cognome non presenta varianti.

## Origine e diffusione
Il cognome è tipico del Friuli-Venezia Giulia.
Potrebbe derivare dal toponimo Casarsa della Delizia in provincia di Pordenone ed essere quindi affine al cognome Casa.

## Persone
- Gianfranco Casarsa – calciatore italiano
- Paolo Casarsa – atleta italiano